# Hartvig Marcus Lassen
Hartvig Marcus Lassen, född den 9 augusti 1824 i Bergen, död den 8 augusti 1897, var en norsk litteraturhistoriker, brorson till Christian Lassen.
Lassen blev student 1842, var en tid lärare vid Nissens pigeskole i Kristiania, 1857-91 redaktör av "Skillingmagazin til udbredelse af nyttige kundskaber", av tidskriften "Folkevennen" och tidningen "Folkebladet". Av Lassens arbeten märks Læsebog i modersmaalet for skolernes høiere klasser, tilligemed svenske læsestykker og en litterær historisk oversigt (1861; 2:a upplagan 1875), Poetisk læsebog for skolernes høiere klasser (1860; 3:e upplagan 1876), Breve fra Henrik Wergeland (1867), Henrik Wergeland og hans samtid (1866; 2:a upplagan 1877), Afhandlinger til literaturhistorien (1877) och Kritik og polemik (1883). På uppdrag av norska studentersamfundet utgav Lassen "Henrik Wergelands samlede skrifter" (9 band, 1852-57), ett urval i ett band (1859; flera upplagor) och ett i sex (1882-84).